# فرانسیس جی. نیوبک
فرانسیس جی. نیوبک (به انگلیسی: Francis G. Neubeck) فضانورد اهل کشور ایالات متحده آمریکا است که در ۱۱ آوریل ۱۹۳۲ میلادی در واشینگتن، دی. سی. زاده شد.